# Суд Андского сообщества
Суд Андского сообщества (англ. Court of Justice of the Andean Community; исп. Tribunal de Justicia de la Comunidad Andina) — высший судебный орган Андского сообщества, непосредственная часть системы органов данного международного образования. Главными задачами Суда является поддержание уважения к нормам, закреплённым в учредительных документах Сообщества, разрешение споров, возникающих на их основе, контроль правомочности принятых в рамках объединения решений.

## История создания
Суд был учреждён в 1979 году как Суд Картахенского соглашения и начал работу в 1984 году. В результате подписания 28 мая 1996 года Протокола «О внесении изменений в Договор о создании Суда Картахенского соглашения» (Кочабамбский Протокол), суд был реорганизован и переименован в Суд Андского Сообщества.

## Структура
В структуре суда нет постоянных палат или камер. В состав суда входят 5 судей, назначаемых специальной комиссией государств-участников, являющиеся признанной квалификацией в области международного права и высокими моральными качествами. Судьи избираются на 6 лет с правом переизбрания, но не более одного раза. Суд также имеет свой секретариат.

## Юрисдикция
В полномочия суда входит:
- Рассмотрение споров о несоответствии актов Комитета Министров иностранных дел, Комиссии Андского сообщества а также международных договоров Андского сообщества Картахенскому соглашению (тем самым суд выступает в качестве гаранта Картахенского соглашения как высшего акта, осуществляя квази-конституционный контроль[4]). Иски подобного рода могут быть поданы как государствами-участниками, так и физическими и юридическими лицами.
- Рассмотрение споров о невыполнении странами-участницами обязательств, определённых правовой системой Андского сообщества (то есть споры о невыполнении договоров между странами-участницами Сообщества). Инициатором спора может быть государство-член Сообщества или Хунта (специальный орган, осуществляющий надзор за исполнением обязательств в Сообществе).
- Толкование права Андского сообщества по запросу национальных судов государств-участниц Картахенского соглашения.
- Рассмотрение жалоб и исков на действия или бездействие органов Андского сообщества, поданных государствами, физическими и юридическими лицами.
- Рассмотрение споров между органами Андского сообщества, между органами Сообщества и физическими или юридическими лицами.
- Рассмотрение трудовых споров между органами Сообщества и их сотрудниками.